# Lea Mende

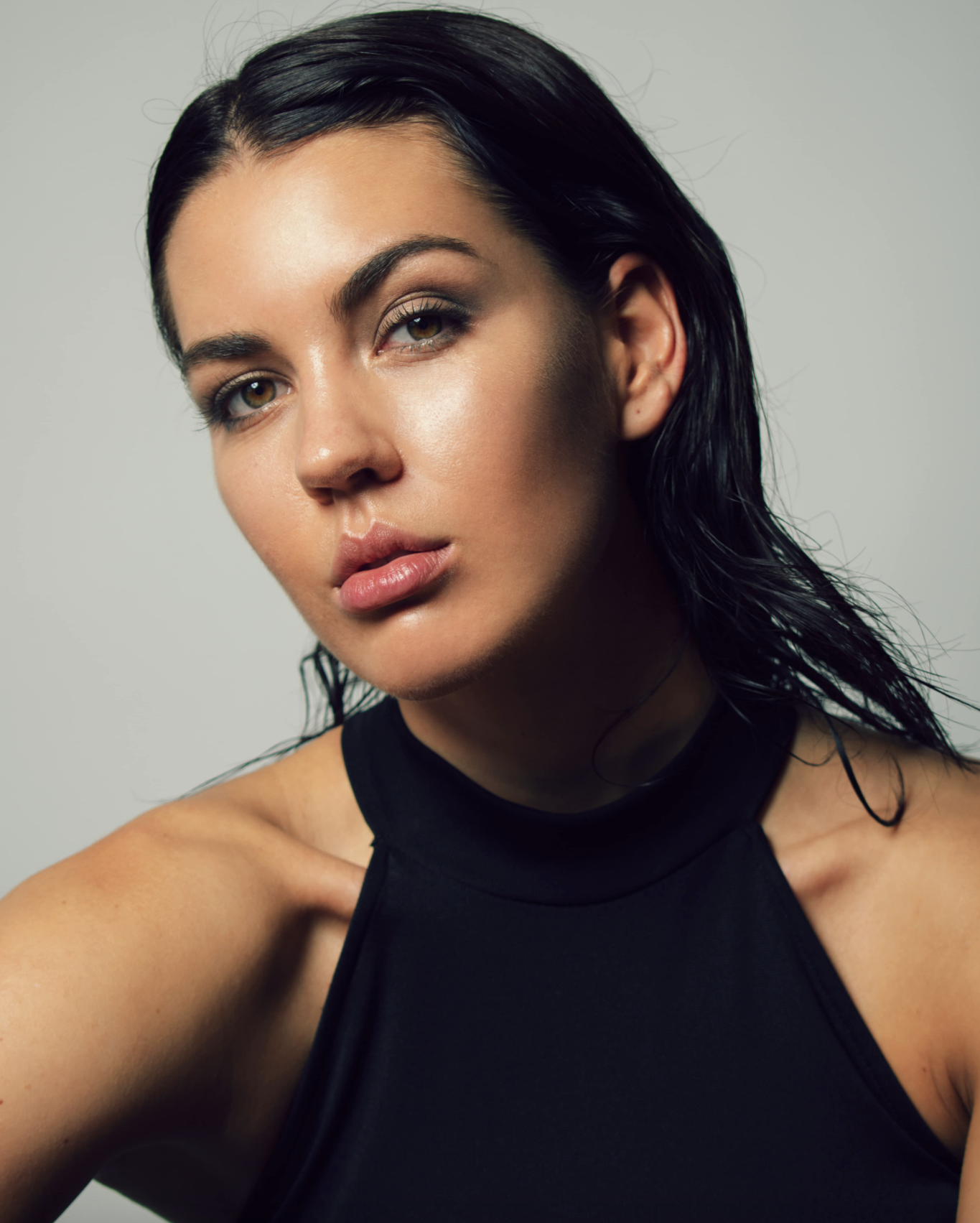
Lea Mende in Los Angeles

Lea Mende (geboren in Düsseldorf als Anna-Lea Mende) ist eine deutsch-amerikanische Schauspielerin. Sie ist in Köln und Alicante, Spanien aufgewachsen.

## Leben
Lea Mende, geboren als Anna-Lea Mende, begann ihre Karriere als Show-Assistentin und Model bei der deutschen Kochshow Grill den Henssler, später umbenannt zu Grill den Profi, bei der sie an der Seite von Ruth Moschner über 60 Episoden drehte, parallel zu ihrer Schauspielausbildung. Nach Abschluss ihrer Schauspielausbildung an der Film Acting School Cologne in 2015, spielte sie Svenja in dem Independent-Kinofilm Erwartungen, Nebenrollen im Tatort: Auf einen Schlag; WDR/ARDs Der letzte Cowboy und Einstein: Schwerkraft an der Seite von Tom Beck folgten, sowie mehrere Kurzfilme. Sie war außerdem Teil der Sketch-Comedy-Gruppe Die Rheinsurfer, in der sie und ihr Ensemble Sketche schrieben, Regie führten und selbst spielten, unter Produktion von Mediakraft Networks. Insgesamt wurden 48 Sketche in einem Jahr produziert. 2016 zog Lea für ihre Karriere als Schauspielerin und Filmemacherin nach Los Angeles. Seitdem spielte sie in Til Schweigers Klassentreffen 1.0 und Head Full of Honey mit (beide Warner Bros.) und spielte Maria Diaz in zwölf Episoden der TV-Serie Alles was zählt.
2020 gründete Mende die Firma Origin Film Productions LLC, eine Produktionsfirma mit Sitz in Los Angeles, die auf Fotografie, Kinematographie und Produktion spezialisiert ist. 2022 gründete sie die Tochterfirma OriginActors, die sich der Produktion von Schauspiel Marketing Material widmet. Hinter der Kamera hat sie unter anderen mit Künstlern wie Hilary Swank, Ne-Yo, TXT, Renee Rapp, MTV, Omarion, Kyla Pratt, Sarah Drew gearbeitet.
Lea Mende wohnt und arbeitet hauptsächlich in Los Angeles und Berlin und besitzt doppelte Staatsbürgerschaft.

## Filmografie
- 2013–2015: Grill den Henssler (TV-Show, 54 Episoden)
- 2015: Tatort: Auf einen Schlag (Fernsehreihe)
- 2015: Der letzte Cowboy (TV-Serie)
- 2015: Reshape (Kurzfilm)
- 2015: El Espinal (Kurzfilm)
- 2015–2016: Die Rheinsurfer (Web-Serie)
- 2016: Erwartungen
- 2016: Grill den Profi (TV-Show, 16 Episoden)
- 2016: Swiss Break
- 2016: Hotte (Web-Serie)
- 2016: Corrupt Crimes (TV-Serie)
- 2017: Motive to Murder (TV-Serie)
- 2017: Drunk History (TV-Serie)
- 2017: The Mask of Sanity (Kurzfilm)
- 2018: Klassentreffen 1.0
- 2018: Glanz (Kurzfilm)
- 2018: No Actor Parking (Pilot)
- 2019: Head Full Of Honey
- 2020: 12 Hours (Kurzfilm)
- 2020: Fast Girls (Kurzfilm)
- 2023: Alles Was Zählt (TV-Serie, 12 Episoden)